# زبان منچو

نمونه‌ای از خط و زبان منچو

زبان منچو یک زبان شدیداً در خطر از زبان‌های تونگوزی است که در شمال خاوری چین سخن گفته می‌شود. منچو زبان بومی مردمان منچو و زبان رسمی دودمان چینگ (۱۶۳۶–۱۹۱۲). بیشتر منچوها هم‌اکنون به زبان چینی ماندارین سخن می‌گویند. بر پایه داده‌های یونسکو از میان ده میلیون نفر تیره قومی منچو تنها ده سخنور بومی زبان منچو در جهان وجود دارد. 
منابع زبان منچو دو کاربرد بنیادین برای تاریخ‌ پژوهان چین به ویژه دودمان چینگ دارد. نخست این که اطلاعات را فراهم می‌کنند که به زبان چینی در دسترس نیستند، دو دوم این که زمانی که برای یک متن دو نگارش چینی و منچو وجود دارد، زبان منچو توان کنترل بیشتری را برای دریافت منابع چینی در دسترس قرار می‌دهد. 
همانند بیشتر زبان‌هایی ریشه گرفته در آسیای مرکزی مانند زبان‌های مغولی، منچو نیز یک زبان چسبانشی است که هماهنگی واکه‌ای اندکی را نشان می‌دهند. گفته شده‌است که این زبان عمدتاً از زبانی به نام جورچن ریشه گرفته‌است، گرچه بسیاری از وام‌واژهها از مغولی و چینی برگرفته شده‌است. خط این زبان به گونه عمودی نوشته می‌شود و از الفبای مغولی گرفته شده‌است (که آن خود به میانجی خط اویغوری و الفبای سغدی برگرفته از الفبای آرامی است). 
اگر چه زبان منچو آن گونه از جنسیت دستور زبانی که در بسیاری از زبان‌های هندواروپایی هست را ندارد، با این حال برخی واژه‌ها مانند "اَمهَ" (پدر) و "اِمهِ" (مادر) با واکه‌های متفاوتی جدا می‌شود.